# ITT Automotive Detroit Grand Prix 1993
ITT Automotive Detroit Grand Prix 1993 var ett race som var den sjätte deltävlingen i PPG IndyCar World Series 1993. Racet kördes den 13 juni på Detroits gator. Danny Sullivan tog sin sista seger i CART-sammanhang, i ett race som mest mindes för att Emerson Fittipaldi blev bestraffad för tjuvstart, då domarna ansåg att han stuckit iväg innan den gröna flaggan föll. Både han och mästerskapsrivalen Nigel Mansell tvingades bryta, vilket gjorde att det blev flera nya ansikten i toppen. Den stora överraskningen var Andrea Monterminis fjärdeplats i sin debut i mästerskapet. Raul Boesel närmade sig Mansell i totalställningen genom att bli tvåa, medan Mario Andretti slutade på tredje plats.

## Slutresultat
| Plats | Förare             | Team                     | Grid | Kvaltid  |
| ----- | ------------------ | ------------------------ | ---- | -------- |
| 1     | Danny Sullivan     | Galles Racing            | 10   | 1.12,444 |
| 2     | Raul Boesel        | Dick Simon Racing        | 11   | 1.12,529 |
| 3     | Mario Andretti     | Newman/Haas Racing       | 9    | 1.12,354 |
| 4     | Andrea Montermini  | Euromotorsport           | 6    | 1.12,122 |
| 5     | Bobby Rahal        | Rahal-Hogan Racing       | 5    | 1.12,026 |
| 6     | Al Unser Jr.       | Galles Racing            | 7    | 1.12,191 |
| 7     | Adrián Fernández   | Galles Racing            | 21   | 1.13,655 |
| 8     | Robby Gordon       | A.J. Foyt Enterprises    | 8    | 1.12,308 |
| 9     | Paul Tracy         | Marlboro Team Penske     | 3    | 1.11,902 |
| 10    | Scott Goodyear     | Walker Racing            | 22   | 1.14,033 |
| 11    | Mike Groff         | Rahal-Hogan Racing       | 24   | 1.14,605 |
| 12    | Willy T. Ribbs     | Walker Racing            | 25   | 1.14,608 |
| 13    | Hiro Matsushita    | Walker Racing            | 27   | 1.15,327 |
| 14    | Scott Brayton      | Dick Simon Racing        | 17   | 1.13,240 |
| 15    | Nigel Mansell      | Newman/Haas Racing       | 1    | 1.10,902 |
| 16    | Jimmy Vasser       | Hayhoe Racing            | 14   | 1.12,996 |
| 17    | Arie Luyendyk      | Chip Ganassi Racing      | 13   | 1.12,885 |
| 18    | Buddy Lazier       | Leader Cards Racing      | 26   | 1.15,152 |
| 19    | Marco Greco        | Sovereign Racing         | 28   | 1.15,466 |
| 20    | Stefan Johansson   | Bettenhausen Motorsports | 4    | 1.11,944 |
| 21    | Eddie Cheever      | Turley Motorsports       | 20   | 1.13,589 |
| 22    | Teo Fabi           | Hall/VDS Racing          | 16   | 1.13,277 |
| 23    | Emerson Fittipaldi | Marlboro Team Penske     | 2    | 1.11,422 |
| 24    | Olivier Grouillard | Indy Regency Racing      | 15   | 1.13,075 |
| 25    | Scott Pruett       | Pro Formance Motorsports | 19   | 1.13,583 |
| 26    | Roberto Guerrero   | Budweiser King Racing    | 18   | 1.13,517 |
| 27    | Mark Smith         | Arciero Racing           | 12   | 1.12,562 |
| 28    | Robbie Buhl        | Dale Coyne Racing        | 23   | 1.14,238 |